# Давыдовская (Усть-Кубинский район)
Давыдовская — деревня в Усть-Кубинском районе Вологодской области.
Входит в состав Богородского сельского поселения (с 1 января 2006 года по 9 апреля 2009 года входила в Авксентьевское сельское поселение), с точки зрения административно-территориального деления — в Авксентьевский сельсовет.
Расстояние до районного центра Устья по автодороге — 68,5 км, до центра муниципального образования Богородского по прямой — 11 км. Ближайшие населённые пункты — Андреевская, Кузнечеевская, Шадрино.
По переписи 2002 года население — 1 человек.